# Albaricoque seco
Los albaricoques desecados son el resultado de deshidratar el fruto del albaricoquero y son un tipo de fruta seca tradicional. Al ser tratados con dióxido de azufre (E220) se tornan de un vívido color naranja, mientras que la fruta orgánica sin tratar con vapor de sulfuro toma un tono más oscuro y una textura más tosca. El mayor productor de esta variedad es Turquía, siendo la ciudad de Malatya su centro principal. Los orejones son otra denominación, y consisten en albaricoques secados a trozos típicos en España y Latinoamérica.

## Características
Los albaricoques secos son una fuente importante de carotenoides (vitamina A) y potasio. Debido a su alta relación fibra-volumen, a veces se usan para aliviar el estreñimiento o inducir la diarrea. Los albaricoques secos normalmente no tienen azúcar agregado y presentan un índice glucémico bajo. La tasa de humedad máxima permitida en Turquía es del 25 %.

## Origen y producción

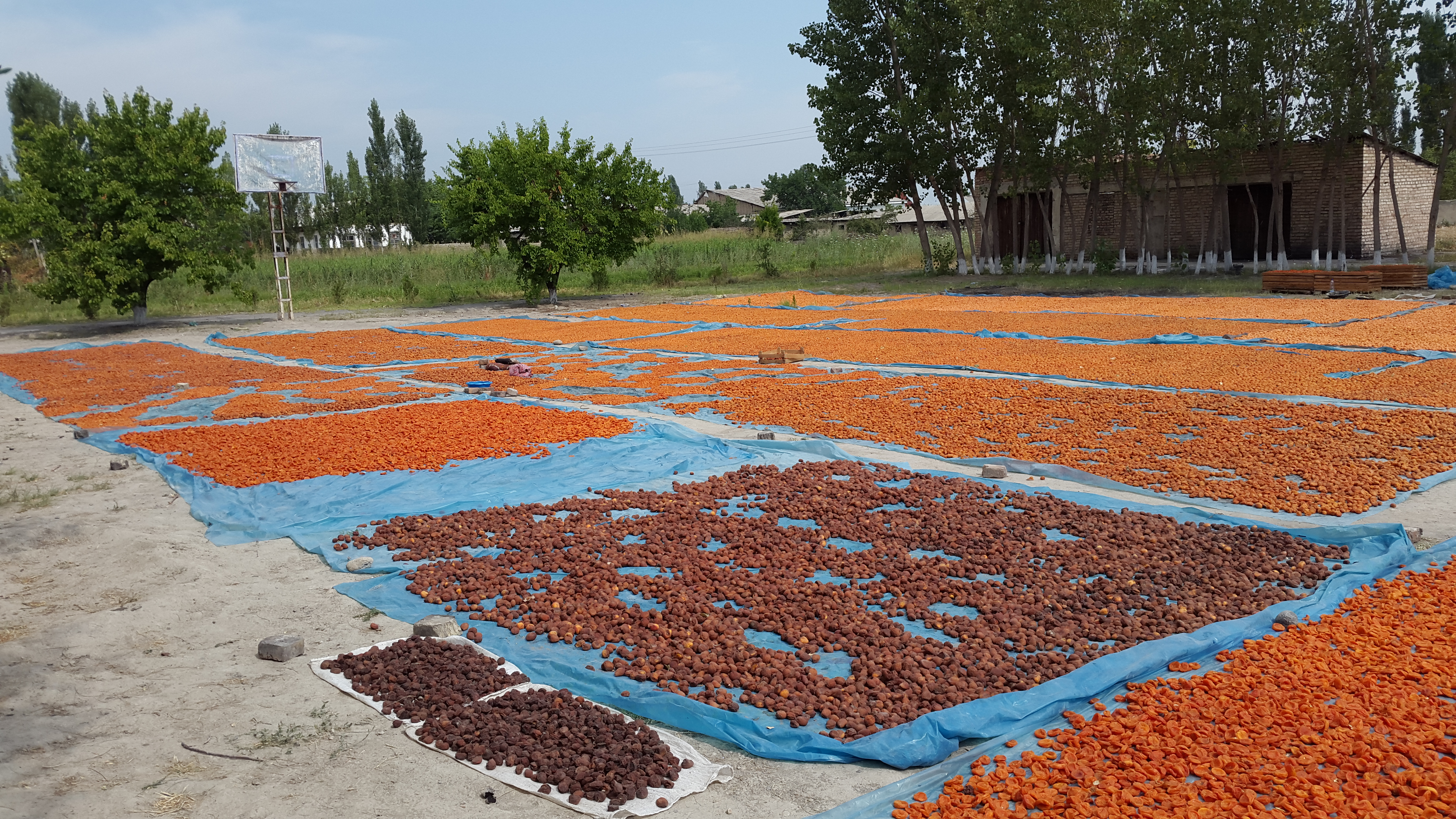
Albaricoques secados de forma natural en Uzbekistán.

Los albaricoques se han cultivado en Asia Central desde la antigüedad, y los secos eran un producto importante en la Ruta de la Seda. Podrían ser transportados a grandes distancias debido a su larga vida útil. Antes del siglo XX, eran omnipresentes en los imperios otomano, persa y ruso. En tiempos más recientes, California fue el mayor productor antes de ser superado por Turquía, donde alrededor del 95 % de la producción proviene de la provincia de Malatya. Otros productores son Irán, Afganistán, Uzbekistán y China.
Los albaricoques pequeños normalmente se secan enteros. Las variedades más grandes se secan por la mitad, sin la semilla ni el hueso. En la antigua Unión Soviética, la primera variedad se conoce como uryuk (урюк), y son usados principalmente para hacer compota, y los segundos son llamados kuraga (курага). Los albaricoques mediterráneos o turcos generalmente se secan enteros y luego se deshuesan; por otra parte, en California se cortan por la mitad y se deshuesan antes del desecado.